# The Big Sound
The Big Sound è un album di Gene Ammons, pubblicato dalla Prestige Records nel 1958. I brani furono registrati il 3 gennaio 1958 al Van Gelder Studio di Hackensack, New Jersey (Stati Uniti), nella stessa seduta di registrazione furono incisi anche i brani per l'album Groove Blues (Prestige Records, PRLP 7201).

## Tracce
Lato A
1. Blue Hymn – 12:37 (Gene Ammons)
2. Cheek to Cheek – 14:12 (Irving Berlin)

Lato B
1. The Real McCoy – 8:33 (Mal Waldron)
2. That's All – 13:58 (Alan Brandt, Bob Haynes, Clyde Otis, Kelly Owens)

Edizione CD del 1995, pubblicato dalla Prestige Records OJCCD 6512
1. Blue Hymn – 12:37 (Gene Ammons)
2. The Real McCoy – 8:33 (Mal Waldron)
3. Cheek to Cheek – 14:12 (Irving Berlin)
4. That's All – 13:58 (Alan Brandt, Bob Haynes, Clyde Otis, Kelly Owens)

## Musicisti
- Gene Ammons - sassofono tenore
- John Coltrane - sassofono alto (solo nel brano: The Real McCoy)
- Paul Quinichette - sassofono tenore (solo nel brano: The Real McCoy)
- Pepper Adams - sassofono baritono (solo nei brani: The Real McCoy e That's All)
- Jerome Richardson - flauto
- Mal Waldron - pianoforte
- George Joyner - contrabbasso
- Art Taylor - batteria